# US-Dancefloor
US-Dancefloor [ˌjuːɛsˈdænsflɔːɹ] bezeichnet eine Variante der elektronischen Tanzmusik, die Mitte der 1990er Jahre in den USA produziert wurde. Der US-amerikanische Dancefloor-Sound weist deutliche Unterschiede zu den geläufigen europäischen Dancefloor-Produktionen dieser Zeit auf, die häufig auch als Eurodance bezeichnet werden.
Während die Eurodance-Produktionen sehr melodisch sind und eine Mischung aus Dance-Rhythmus, Pop-Refrain und Rap-Strophe darstellen, ist US-Dancefloor eher eine Kombination von Detroit Techno und Hip-Hop und ähnelt damit einem Stil, der auch als Hip House bezeichnet wird, ist aber um einiges technoider als dieser.
Insgesamt hatten Dancefloor-Produktionen, egal welcher Herkunft, Mitte der 1990er Jahre in den US-Verkaufscharts einen geringeren Stellenwert als in Deutschland, wo ein Großteil der Single-Verkäufe diesem Genre entsprach. Dennoch waren einige US-amerikanische Dancefloor-Produktionen international sehr erfolgreich. Bekannte Interpreten sind Reel 2 Real (I Like to Move It), 20 Fingers (Short Dick Man) und Outhere Brothers (Boom Boom Boom).